# Лідери радянського кінопрокату
Лідери радянського кінопрокату — кінофільми, які в радянських кінотеатрах подивилася за прокатний рік найбільша кількість глядачів.
Відвідуваність фільмів у СРСР розраховувалася за кількістю проданих квитків у перший рік прокату, на відміну від інших країн, наприклад США, де головним критерієм успіху у глядачів є касовий збір фільму за розрахунковий період.
Відкритих джерел інформації про глядацький успіх в СРСР фактично не було. Доступ до неї мала вузька група фахівців і працівників кінопрокатних організацій.
Абсолютними (тобто за весь період 1940–1989 рр.) лідерами прокату є перший радянський бойовик «Пірати XX століття» та мексиканська мелодрама «Єсенія».

## Абсолютні лідери радянського кінопрокату (радянські фільми, зняті вРРФСР)
Перелік надається згідно з даними оприлюдненими російським кінознавцем Сергієм Кудрявцевим та російськими кінознавцми Зєблянухіним/Сєґідою:
| #  | Назва та кінопрокатний рік                            | Кіностудія       | Жанр                  | Глядачі (млн.) |
| -- | ----------------------------------------------------- | ---------------- | --------------------- | -------------- |
| 1  | Пірати XX століття (1980)                             | К/с ім. Горького | бойовик               | 87,6           |
| 2  | Москва сльозам не вірить (1980)                       | Мосфільм         | мелодрама             | 84,4           |
| 3  | Діамантова рука (1969)                                | Мосфільм         | комедія               | 76,7           |
| 4  | Кавказька полонянка, або Нові пригоди Шурика (1967)   | Мосфільм         | комедія               | 76,5           |
| 5  | Весілля в Малинівці (1967)                            | Ленфільм         | комедія               | 74,6           |
| 6  | Екіпаж (1980)                                         | Мосфільм         | мелодрама             | 71,1           |
| 7  | Операція «И» та інші пригоди Шурика (1965)            | Мосфільм         | комедія               | 69,6           |
| 8  | Щит і меч (1968)                                      | Мосфільм         | військовий            | 68,3           |
| 9  | Нові пригоди невловимих (1969)                        | Мосфільм         | пригоди               | 66,2           |
| 10 | А зорі тут тихі… (1973)                               | К/с ім. Горького | військовий, драма     | 66,0           |
| 11 | Людина-амфібія (1962)                                 | Ленфільм         | фантастика, мелодрама | 65,4           |
| 12 | Джентльмени удачі (1971)                              | Мосфільм         | комедія               | 65,0           |
| 13 | Табір іде в небо (1976)                               | Мосфільм         | мелодрама             | 64,9           |
| 14 | Калина червона (1974)                                 | Мосфільм         | драма                 | 62,5           |
| 15 | Афоня (1975)                                          | Мосфільм         | комедія               | 62,2           |
| 16 | Корона Російської імперії, або Знову невловимі (1973) | Мосфільм         | комедія               | 60,8           |
| 17 | Іван Васильович змінює професію (1973)                | Мосфільм         | комедія               | 60.7           |
| 18 | Мачуха (1974)                                         | Мосфільм         | мелодрама             | 59,4           |
| 19 | Службовий роман (1978)                                | Мосфільм         | комедія, мелодрама    | 58,4           |
| 20 | Війна і мир (1966)                                    | Мосфільм         | історичний            | 58,3           |

## Абсолютні лідери кінопрокату (іноземні фільми)
Перелік надається згідно з даними оприлюдненими російським кінознавцем Сергієм Кудрявцевим.
| #  | Назва та рік                                                           | Країна                   | Жанр                | Прокат в СРСР | Глядачі (млн.) |
| -- | ---------------------------------------------------------------------- | ------------------------ | ------------------- | ------------- | -------------- |
| 1  | Єсенія (ісп. Yesenia, 1971)                                            | Мексика                  | мелодрама           | 1975          | 91,4           |
| 2  | Чудова сімка (англ. The Magnificent Seven, 1960)                       | США                      | вестерн             | 1967          | 67             |
| 3  | Бродяга (гінді Awara, 1951)                                            | Індія                    | мелодрама           | 1954          | 63,7           |
| 4  | Золото Маккенни (англ. Mackenna’s Gold, 1969)                          | США                      | вестерн             | 1974          | 63             |
| 5  | Спартак (англ. Spartacus, 1960)                                        | США                      | історичний          | 1967          | 63             |
| 6  | Боббі (англ. Bobby, 1973)                                              | Індія                    | мелодрама           | 1975          | 62,6           |
| 7  | Біла сукня (араб. Аль-рида аль-абьяд, 1973)                            | Єгипет                   | мелодрама           | 1976          | 61             |
| 8  | Танцюрист диско (англ. Disco Dancer, 1983)                             | Індія                    | музична мелодрама   | 1984          | 61             |
| 9  | Месник (гінді Barood, 1976)                                            | Індія                    | бойовик             | 1978          | 60             |
| 10 | Чотири мушкетери Шарло (фр. Les quatre Charlot mousquetaires, 1974)    | Франція                  | комедія             | 1978          | 56,6           |
| 11 | Приборкання норовистого (італ. Il bisbetico domato, 1980)              | Італія                   | комедія             | 1983          | 56             |
| 12 | Віннету — син Інчу-Чуна (нім. Winnetou, 1963)                          | ФРН, СФРЮ, Італія        | вестерн             | 1975          | 56             |
| 13 | Зорро (італ. Zorro, 1975)                                              | Італія, Франція          | вестерн             | 1976          | 55,3           |
| 14 | Зіта і Гіта (гінді Seeta aur Geeta, 1972)                              | Індія                    | мелодрама           | 1976          | 55,2           |
| 15 | Кінг Конг живий (англ. King Kong Lives, 1986)                          | США                      | фантастика, пригоди | 1988          | 53,6           |
| 16 | Синьйор Робінзон (італ. Il signor Robinson, 1976)                      | Італія                   | комедія             | 1979          | 52,1           |
| 17 | Материнська любов (ін. назва «Материнство», гінді Mamta, 1966)         | Індія                    | мелодрама           | 1969          | 52,1           |
| 18 | Новобранці йдуть на війну (фр. Les bidasses s’en vont en guerre, 1974) | Франція, Італія, ФРН     | комедія             | 1978          | 50,1           |
| 19 | Легенда про динозавра (яп. Кьо рю каїтьо но денсецу, 1977)             | Японія                   | фантастика, жахи    | 1979          | 48,7           |
| 20 | Чорний тюльпан (фр. La tulipe noir, 1970)                              | Франція, Іспанія, Італія | історичний, пригоди | 1976          | 47,8           |